# 平沢屏山

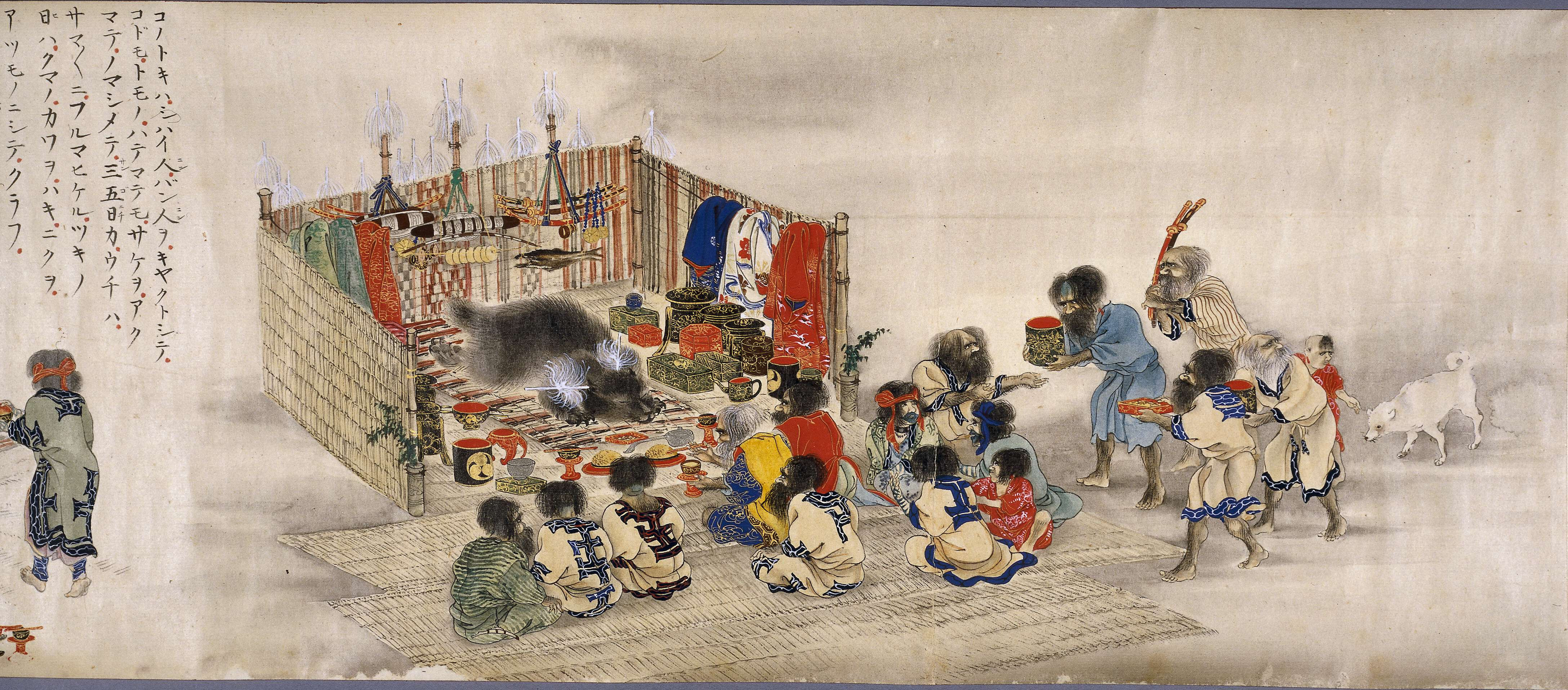
『蝦夷島奇観』模写（大英博物館蔵、原本は村上島之允（秦檍麿）画）の一部。イオマンテの場面

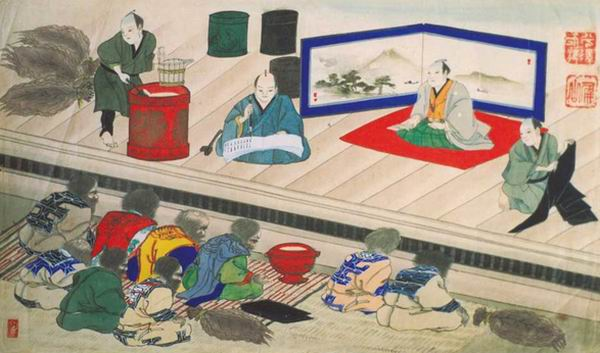
『オムシャ図』(1871年)。和人の役人とアイヌの長との謁見行事・オムシャを描いた図

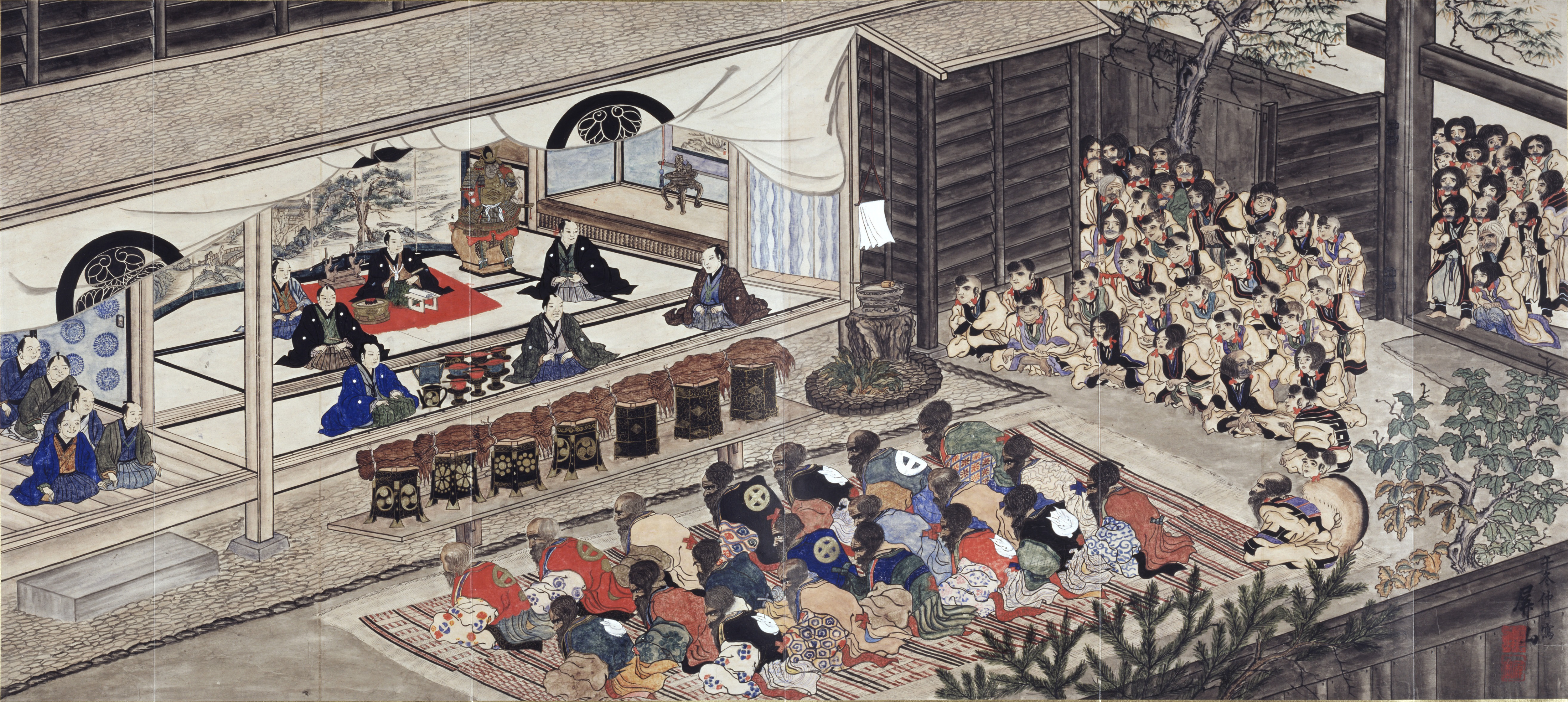
『日高アイヌ之オムシャ図』

平沢 屏山（ひらさわ びょうざん（へいざん）、文政5年8月10日（1822年）9月24日） - 明治8年（1876年）8月2日は、江戸時代末期から明治にかけて日本の絵師。本名は国太郎、または助作。屏山は号。アイヌの生活をモチーフに数々の作品を描き、アイヌ絵を代表する絵師とされている。

## 略伝
奥州稗貫郡大迫（現在の岩手県花巻市、旧大迫町）に生まれた。平沢家は裕福だったが、7歳の折に父を失って以降は家産が傾いたらしく、弘化年間（1844-47年）に弟と共に函館に移住し、船絵馬を描いて糊口をしのいだ。当時の屏山は、「絵馬屋の飲ンだくれ」と呼ばれたという。やがて、函館を本拠とする商人・福島屋こと杉浦嘉七と知り合い、後にその請負場所であった幌泉場所・十勝場所でアイヌと共に暮らしつつ、彼らの風俗を描いたとされる。
屏山のアイヌ風俗画は評判となり、幕末には多数の注文を受けた。特に函館開港後は、在留外国人から蝦夷土産として屏山の絵を求めないものはいないほど需要があったという。トーマス・ブラキストンは1枚100円という高額の画工料で制作を依頼し、明治元年（1868年）にはロシア領事も依頼したが、屏山の遅筆が甚だしく運上屋に厳談して筆を執らせたという逸話が残る。こうした事情のため、屏山晩年の秀作の多くは海外で確認されている。明治9年（1876年）函館で没した（「過去帳」）。
アイヌ絵を描いた絵師は浮世絵師を除いて10人余りが知られているが、その中でも屏山は作品数で群を抜いている。彼の画歴ははっきりせず殆ど独学とも推測されるが、画風から文晁系の諸派折衷的な表現が認められる。また、アイヌ風俗表現として、先行する村上島之允が描いた『蝦夷島奇観』を模写して換骨奪胎した作品が残っている。屏山は独自のアイヌ人物描写を打ち立て力作を生み出した一方で、粉本を用いた類型的な表現や、同工異曲の作品も多い。これは、屏山が多数の図像パターンを駆使し、顧客の注文に答えた当時の典型的な町絵師だったことを物語っている。また、屏山の作品には、「屏山の青」と呼ばれる合成ウルトラマリンやエメラルドグリーンのように、1800年代にヨーロッパで人工的に合成された顔料が用いられ、オムスク造形美術館にある「種痘図」「斬首図」「ウイマム図」は西洋紙に描かれるなど、西洋の画材を取り入れた痕跡が見られる。
弟子に木村巴江など。また、開拓使函館支庁御用係の沢田雪渓という画工も屏山の絵を残している。

## 代表作

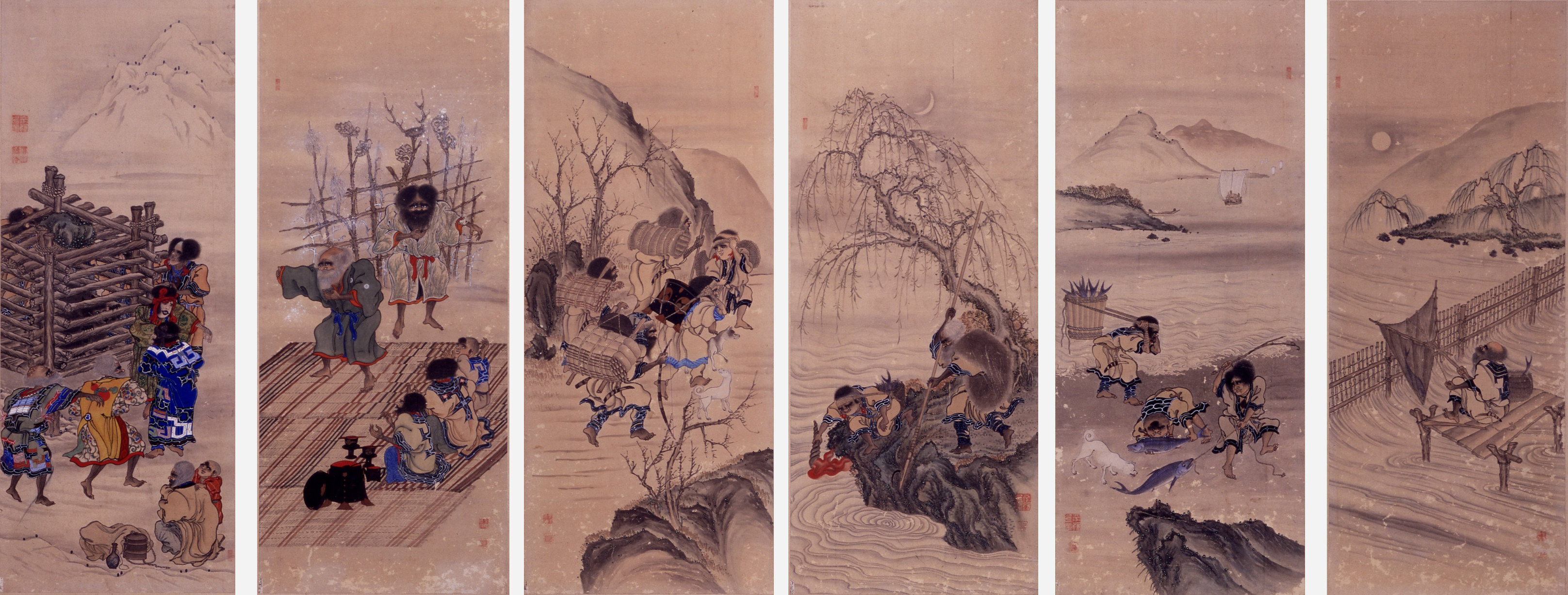
『蝦夷風俗十二ヶ月屏風』より七～十二月の部分（市立函館博物館所蔵）。鮭漁やイオマンテの場面が描かれている

- アイヌ熊送之図 （函館市中央図書館） 絹本著色
- 熊送り図 （国立スコットランド博物館） 麻地著色 亥年冬
- 神祈り図 （ドイツ・ビーティッヒハイム＝ビッシンゲン、ビッシンゲン市立博物館） 紙本著色 六曲一隻
- 種痘施行図 （東北福祉大学芹沢銈介美術工芸館） 紙本著色 安政4年（1857年）頃
- 蝦夷人酒宴図屏風 （東京国立博物館） 紙本著色 二曲一隻
- アイヌ集会の図 （ピーボディ・エセックス博物館） 絹本著色 明治4年（1871年） エドワード・S・モース寄贈
- 熊送り図 （個人蔵、東京国立博物館寄託） 絹本著色 明治4年（1871年）
- オムシャ図 （個人蔵、東京国立博物館寄託） 絹本著色 明治4年（1871年）
- 蝦夷風俗屏風 （天理大学附属天理図書館） 紙本著色 12幅
- 蝦夷風俗十二ヶ月屏風 （一・二・五・六月天理大学附属天理図書館（4幅）、三・四月花巻市（二曲一隻）、七～十二月市立函館博物館（六曲一隻、模本も含んだ六曲一双として所蔵）） 紙本著色 明治5年（1872年）以降か
- 「干しアワビ作り図」「調理図」「雪中酒宴図」 ロシア科学アカデミー・ピョートル大帝記念人類学民族学博物館蔵

## 参考資料
- 佐々木利和 「蝦夷風俗十二ヵ月図について」（高倉新一郎監修 海保嶺夫編 『北海道の研究 3 近世編』 清文堂、1983年、所収、ISBN 4-7924-0205-0。後に「平山屏山とアイヌ」の題で、佐々木利和 『アイヌ絵誌の研究』 草風館、2004年2月に再録、ISBN 4-88323-141-0）
- 新明英仁 『「アイヌ風俗画」の研究 －近世北海道におけるアイヌと美術』 中西出版、2011年 ISBN 978-48087-0817-7

展覧会図録
- 『蝦夷の風俗画 小玉貞良から平澤屏山まで』 北海道立旭川美術館 北海道立近代美術館編集・発行、1992年
- 『アイヌの美 ─カムイと創造する世界─』展図録、財団法人アイヌ文化振興・研究推進機構編集・発行、2009年